# Distrikt Piscobamba
Der Distrikt Piscobamba liegt in der Provinz Mariscal Luzuriaga in der Region Ancash in West-Peru. Der Distrikt besitzt eine Fläche von 45,8 km². Beim Zensus 2017 wurden 3179 Einwohner gezählt. Im Jahr 1993 lag die Einwohnerzahl bei 3543, im Jahr 2007 bei 3600. Die Distriktverwaltung befindet sich in der 3281 m hoch gelegenen Provinzhauptstadt Piscobamba mit 1509 Einwohnern (Stand 2017).

## Geographische Lage
Der Distrikt Piscobamba liegt am Ostufer des nach Südosten strömenden Río Pomabamba, linker Nebenfluss des Río Yanamayo.
Der Distrikt Piscobamba grenzt im Südwesten an den Distrikt Huayllán (Provinz Pomabamba), im Nordwesten an den Distrikt Casca, im Nordosten an den Distrikt Fidel Olivas Escudero sowie im Südosten an den Distrikt Musga.